# Begin (David Archuleta)
Begin è il quinto album in studio del cantante statunitense Kris Allen, pubblicato nel 2012. Si tratta di un disco di cover, tranne che per una traccia, dal titolo Broken.

## Tracce
1. Beautiful – 3:59 – Christina Aguilera
2. Somewhere Only We Know – 3:52 – Keane
3. Everybody Hurts – 4:53 – R.E.M.
4. Don't Give Up (featuring Libby Linton) – 5:35 – Peter Gabriel & Kate Bush
5. Angel – 4:37 – Sarah McLachlan
6. Bridge over Troubled Water – 5:06 – Simon & Garfunkel
7. Broken – 4:29
8. True Colors – 3:39 – Cyndi Lauper
9. Pride (In the Name of Love) – 3:52 – U2
10. Be Still, My Soul – 4:59 – Jean Sibelius